# Nicolás Gaitán
Osvaldo Fabián Nicolás Gaitán (* 23. února 1988 San Martín), známý jako Nico Gaitán, je argentinský profesionální fotbalista, který hraje na pozici ofenzivního záložníka za portugalský klub FC Paços de Ferreira. Mezi lety 2009 a 2016 odehrál také 19 utkání v dresu argentinské reprezentace, ve kterých vstřelil dvě branky.

## Klubová kariéra

### Benfica Lisabon
Benfica Lisabon potvrdila 3. května 2010 dohodu o přestupu hráče za 8,4 milionu eur z argentinského klubu Boca Juniors. Gaitán měl nahradit krajana Ángela di Maríu, který odešel do španělského velkoklubu Real Madrid.
V Evropské lize 2012/13 se s klubem probojoval až do finále proti Chelsea FC. V semifinále 2. května v odvetném zápase s tureckým Fenerbahçe SK podal výborný výkon korunovaný jednou vstřelenou brankou. Benfica zvítězila 3:1, smazala prohru 0:1 z prvního zápasu v Istanbulu a postoupila do finále, kde podlehla Chelsea FC 1:2 gólem z nastaveného času. Gaitán nastoupil v základní sestavě.
S Benficou nepostoupil ze základní skupiny C do vyřazovacích bojů Ligy mistrů 2013/14, portugalský tým v ní obsadil třetí místo. V posledním utkání skupiny 10. prosince 2013 vstřelil gól proti týmu Paris Saint-Germain FC a přispěl tak k vítězství 2:1. Benfica nicméně pokračovala v Evropské lize 2013/14, kde se propracovala po roce opět do finále. V něm opět prohrála, tentokrát v penaltovém rozstřelu 2:4 (0:0 po prodloužení) se španělským týmem Sevilla FC. Gaitán hrál do 119. minuty.

### Atlético Madrid
Po turnaji Copa América 2016 přestoupil z Benficy do španělského popředního klubu Atlético Madrid.

## Reprezentační kariéra
Od roku 2009 je členem národního týmu Argentiny. Debutoval 30. září 2009 v přátelském utkání s hostující Ghanou (výhra Argentiny 2:0) Gaitán hrál od 66. minuty.